# 石抹咸得卜
石抹 咸得卜（せきまつ カンタブ、生没年不詳）は、モンゴル帝国に仕えた契丹人の一人。チンギス・カンの時代からオゴデイ・カアンの治世にかけて、金朝が放棄した首都の中都（燕京）の留守長官を務めていたことで知られる。

## 概要
石抹咸得卜はチンギス・カンによる金朝侵攻の最初期にモンゴル帝国に降った、石抹明安（ミンガン）の長男であった。石抹明安は金朝の首都の中都の攻略に功績を挙げており、陥落後も中都に駐屯を続け、同地で1216年（丙子）に病にて亡くなった。父の死後、石抹咸得卜は「燕京行省（中都＝燕京の長官）」の地位を継承したが、これは後の燕京等処行尚書省とは違って公的な称号ではなく、漢人による便宜的な呼称であると考えられている。
燕京行省として、燕京の守護を任務とした石抹咸得卜には外征における軍功は全くなかったが、この時期に燕京を訪れた漢人の記録にはしばしば言及される。遙か西方のサマルカンドまでチンギス・カンに面会に訪れたことで著名な丘長春は、1219年2月22日に盧溝橋に至り、その後玉虚観で石抹咸得卜に迎え入れられたと記録している。1221年に燕京を立った丘長春は中央アジアでチンギス・カンとの面会を済ませ、1223年には縉山附近の大翮山（海坨山）にまで戻ってきた。これを知った石抹咸得卜ら燕京の書官は使者を派遣して天長観（後の長春宮）に入るよう請い、丘長春もこれを了承したため、丘長春はジャムチ（駅伝制度）を利用し難なく燕京まで辿り着いたという。1224年1月7日、丘長春は一旦天長観に入ったが、15日には早くも玉虚観に戻ったため、石抹咸得卜らは再三書状を送って天長観に入るよう請うたという。モンゴル帝国に仕える契丹人の中でも最も地位が高い耶律阿海・耶律禿花兄弟も全真教を保護しており、石抹咸得卜を含めモンゴル帝国下の契丹人は全真教と有効な関係を築いていたようである。
一方、燕京出身でチンギス・カンの中央アジア遠征に帯同した耶律楚材は、中央アジアから帰還すると石抹咸得卜を「最も貪暴なり」として告発した。耶律楚材の運動によって石抹咸得卜らの横暴な振るまいは取り締まられたとされるが、耶律楚材の事蹟は実態以上に誇張されていることが多いと指摘されており、オゴデイ・カアン即位以前の耶律楚材が国政に携わる高い地位にあったことは疑問視されている。
第2代皇帝オゴデイの治世においても石抹咸得卜は健在であり、この頃南宋からモンゴル帝国を訪れた徐霆も『黒韃事略』において「今の燕京大哥行省である」と紹介している。また『析津志輯佚』「学校」条では、オゴデイ・カアンが1233年（癸巳）に「四教読（モンゴル人の子弟に漢文を学ばせる機関）」の整備を命じた対象として、ドロアダイ・耶律綿思哥らとともに咸得卜の名が挙げられている。